# Azie Taylor Morton
Pour les articles homonymes, voir Taylor et Morton.
Azie Taylor Morton, née le 1er février 1936 à Dale (Texas) et morte le 7 décembre 2003 dans le comté de Bastrop (Texas), est une femme politique américaine. Membre du Parti démocrate, elle est trésorière des États-Unis entre 1977 et 1981, devenant la première Afro-Américaine, et la seule à ce jour, à accéder à ce poste.

## Biographie
Élevée par ses grands-parents maternels, Azie Taylor Morton est scolarisée dans un établissement tenu par une association caritative, la Texas Deaf, Blind and Orphan School, en l'absence de lycée ouvert aux enfants noirs à Dale. Elle poursuit ensuite ses études à l'université Huston-Tillotson à Austin (Texas), où elle obtient un diplôme de commerce en 1956. 
Elle commence à travailler comme enseignante dans une école pour filles délinquantes. Avant de devenir trésorière des États-Unis, elle siège au sein du comité sur l'égalité des chances salariales lancé par le président John F. Kennedy. De 1972 à 1976, elle est assistante spéciale de Robert S. Strauss, alors président du Comité national démocrate. Elle est également observatrice électorale pour des élections présidentielles en Haïti, au Sénégal et en République dominicaine. Elle est membre de la délégation américaine à Rome (Italie), pour l'intronisation du pape Jean-Paul II, en 1978, préside une mission « People to People » en Union soviétique et en Chine et participe à la première conférence africaine / afro-américaine tenue en Afrique. Elle est membre de la sororité Alpha Kappa Alpha.
En tant que trésorière des États-Unis entre 1977 et 1981, elle est la cinquième personnalité afro-américaine après Blanche Bruce, Judson Whitlocke Lyons (en), William Tecumseh Vernon (en) et James Carroll Napier (en) dont la signature figure sur des billets de banque américains.

## Vie privée
Azie Taylor épouse James Homer Morton le 29 mai 1965. Ils ont eu deux filles. Le 6 décembre 2003, elle est victime d'un accident vasculaire cérébral chez elle, dans le comté de Bastrop. Elle meurt de complications le lendemain.